# Antimaco II
Antimaco II Niceforo (greco: Antimachos Nikephoros; fl. 170 a.C. circa) fu un sovrano del regno greco-battriano, che avrebbe regnato dall'Hindu-Kush al Punjab attorno al 170 a.C.
L'identificazione di Antimaco dipende da alcune monete coniate a suo nome; esiste anche una ricevuta fiscale, che cita un figlio omonimo di Antimaco I. Bopearachchi datava Antimaco II 160–155 a.C. in base a considerazioni numismatiche, ma ha successivamente cambiato la datazione al 174–165 a.C. in seguito alla scoperta della ricevuta, che sincronizza il regno di Antimaco II con quello di Antimaco I. Antimaco avrebbe combattuto contro il sovrano battriano Eucratide I, che aveva sottratto il trono ad Antimaco I in Battria. Bopearachchi ritiene che Antimaco II sia stato succeduto da Menandro I Soter, che ne ereditò tre dei quattro monogrammi. R. C. Senior non ha fornito una datazione per Antimaco II, ma ritiene che le sue monete possano essere un'emissione indiana di Antimaco I, malgrado i differenti epiteti usati e i diversi tipi monetali.
Come il suo predecessore o contemporaneo Apollodoto I, Antimaco II non emise monete recanti il proprio ritratto, probabilmente poiché questo era il costume in India, né coniò tetradracme. Coniò invece un gran numero di dracme bilingui, dello stesso tipo monetale leggero usato da Apollodoto, sebbene in forma circolare; al rovescio è raffigurata Nike, al dritto il sovrano a cavallo. Coniò anche monete bilingui in bronzo, con l'egida o la palma e la corona d'alloro: sia questi simboli, sia la dea Nike sembrano un riferimento al suo epiteto Nikephoros, «Vittorioso».